# Georges Franju
Georges Franju (* 12. April 1912 in Fougères, Ille-et-Vilaine, Bretagne; † 5. November 1987 in Paris) war ein französischer Filmregisseur.
Im Jahr 1935 gründete Franju zusammen mit Henri Langlois in Paris die Cinémathèque française. Er erlangte zunächst Bekanntheit als Regisseur von Kurzfilmen wie Le Métro (1934) oder Le sang des bêtes (1949), einem Dokumentarfilm über die Pariser Schlachthöfe. Andere Themen, die seine Filme aufgriffen, waren das Pariser Kriegsmuseum und die Kathedrale Notre Dame. 
Franjus erster Spielfilm war La tête contre les murs (1958) nach einem Roman von Hervé Bazin. Spätere bekannte Werke waren Augen ohne Gesicht (1960), Thérèse Desqueyroux (1962), Judex (1963), Thomas l'imposteur (1964) und Der Mann ohne Gesicht (1974). Unter dem Titel L'homme sans visage brachte Franju seinen Spielfilm Der Mann ohne Gesicht, der sich wie schon Judex an die Stummfilmserien von Louis Feuillade anlehnt, in Frankreich auch in verlängerter Form als achtteilige Fernsehserie auf den Bildschirm.

## Filmographie (Auswahl)
- 1934: Le Métro (Kurzfilm; gemeinsam mit Henri Langlois)
- 1949: Das Blut der Tiere (Le sang des bêtes) (Kurzfilm; auch Drehbuch; Kommentar: Jean Painlevé)
- 1951: Der Invalidendom (Hôtel des Invalides) (Kurzfilm)
- 1952: Le Grand Méliès
- 1957: Die erste Nacht (La première nuit) (Kurzfilm)
- 1957: Notre Dame - cathédrale de Paris (Kurzfilm)
- 1958: Mit dem Kopf gegen die Wände (La tête contre les murs)
- 1960: Augen ohne Gesicht (Les yeux sans visage)
- 1961: Mitternachtsmörder (Pleins feux sur l’assassin) (auch Drehbuch)
- 1962: Die Tat der Thérèse D. (Thérèse Desqueyroux) (auch Drehbuch)
- 1963: Judex (auch Drehbuch)
- 1964: Thomas, der Betrüger (Thomas l’imposteur) (auch Drehbuch)
- 1965: Der Augenblick des Friedens (Les rideaux blancs) (Episode Les rideaux blancs)
- 1970: Die Sünde des Abbé Mouret (La faute de L’Abbé Mouret) (auch Drehbuch)
- 1973: Die Schattenlinie (La ligne d’ombre) (auch Drehbuch)
- 1974: Der Mann ohne Gesicht (Nuits rouges) (auch Musik)
- 1977: Das letzte Melodram (Le dernier mélodrame) (auch Drehbuch)